# Płonący most
Płonący most (ang. The Burning Bridge) – druga książka z cyklu powieści fantasy Zwiadowcy, autorstwa australijskiego pisarza Johna Flanagana.

## Opis fabuły
Przez lata królestwo Araluenu prosperowało mimo złego lorda Morgaratha bezpiecznie ukrytego w Górach Deszczu i Nocy. Lecz kiedy Aralueńczycy czuli się bezpiecznie, on nie próżnował. Podczas specjalnej misji zwiadowców, Will i jego przyjaciel Horace, czeladnik rycerski, podróżują do sąsiedniej Celtii i odkrywają opustoszałe punkty graniczne, wioski i miasta. Celtowie zniknęli. Will wyczuwa w tym rękę Morgaratha. Wkrótce odkrywają, że królewskiej armii grozi zniszczenie w zasadzce. Tylko Will, Horace i tajemnicza dziewczyna o imieniu Evanlyn mogą powstrzymać złego lorda.